# Loose: Limited Summer Edition
Loose: Limited Summer Edition är en längre version av Nelly Furtados album Loose.

## Låtlista
1. Afraid featuring Attitude
2. Maneater
3. Promiscuous featuring Timbaland
4. Glow
5. Showtime
6. No Hay Igual
7. Te Busque featuring Juanes
8. Say It Right
9. Do It
10. In God's Hands
11. Wait For You
12. All Good Things (Come To An End)
13. Dar (Try på spanska)
14. Te Busqué (Helt på spanska)
15. En las Manos de Dios (In God's Hands på spanska)
16. Lo Bueno Siempre Tiene Un Final (All Good Things på spanska)
17. No Hay Igual featuring Calle 13